# Heřmánci
Heřmánci je československý televizní seriál pro mládež režisérky Věry Jordánové z roku 1990.

## Obsazení
| Michal Matys       | Petr                |
| Kateřina Urbancová | Afra                |
| Michal Krb         | Honza               |
| Petra Záleská      | Katka               |
| Pavla Záleská      | Klára               |
| Klára Jandová      | Lucie               |
| Petr Mikovec       | Jakub               |
| Petr Pospíchal     | Petrův otec         |
| Lenka Termerová    | Petrova matka       |
| Jitka Smutná       | matka Afry          |
| Libuše Geprtová    | Ferova matka        |
| Jana Hermachová    | matka Honzy         |
| Josef Šebek        | otec Honzy          |
| Jana Paulová       | matka Kláry a Katky |
| Martin Dejdar      | otec kláry a Katky  |
| Květa Fialová      | stařenka            |

## Seznam dílů
1. Petr
2. Afra
3. Honza
4. Katka a Klára
5. Martina
6. Jakub

## Tvůrci
- Asistent kamery: Tomáš Kresta
- Asistent režie: Hana Knoblochová
- Architekt: Leopold Zeman
- Kostýmy: Libuše Pražáková
- Masky: Květa Holasová